# 萊斯特·普羅斯佩
萊斯特·普羅斯佩（英語：Lester Prosper，1988年9月21日—）為印尼男子籃球運動員，擁有英屬維京群島護照。普羅斯佩生於多米尼克，由母親單獨拉拔長大，11歲時由於多米尼克發生火山噴發而搬到蒙特塞拉特，兩年後母親將普羅斯佩交給住在美國纽约州揚克斯的父親，普羅斯佩住進位於自由港的姑姑家，但因為就讀自由港高中一年級時行為不端被姑姑踢出家門，接著普羅斯佩待在亨普斯特德名為「Project 29」的設施，四個月後被送往普蘭尤集體居住機構（Group Home），住了六個月改住進柏摩集體居住機構，大一結束後普羅斯佩才離開集體居住機構搬進大學宿舍。普羅斯佩在就讀梅珀姆高中時被紐約州立大學舊韋斯特伯里分校教練發掘，大學四年以來普羅斯佩出賽了106場，總計1,469分、1,101籃板、249阻攻，場均13.9分、10.4籃板、2.3阻攻，大四場均表現為20.0分、13.0籃板、3.6阻攻。
2020年10月5日，人民代表会议第三委员会通過普羅斯佩與布蘭登·賈瓦托的歸化申請。11月12日，普羅斯佩與賈瓦托完成宣誓，正式成為印尼公民。11月28日，普羅斯佩在2021年亞洲盃籃球賽資格賽A組預賽對上泰國完成作為印尼國家隊歸化球員的初登板，普羅斯佩繳出19分、13籃板、3助攻、2抄截的表現。2022年3月20日，T1聯盟臺南台鋼獵鷹宣布普羅斯佩加盟事宜，中文登錄名為「雷神」。普羅斯佩總計出賽8場，場均可挹注10.5分、6.3籃板、1.3助攻、1.1阻攻。8月16日，普羅斯佩重返泰拉菲馬。12月15日，韓國籃球聯賽水原KT音速彈引進普羅斯佩。12月19日，水原KT音速彈完成註冊手續，普羅斯佩頂替兰德里·诺科。

## 外部連結
- 萊斯特·普羅斯佩在fiba.basketball（英语）
- 萊斯特·普羅斯佩在韓國籃球聯賽（英语）
- 萊斯特·普羅斯佩在Eurobasket.com（球員）（英语）
- 萊斯特·普羅斯佩在RealGM（英语）
- 萊斯特·普羅斯佩在Proballers（英语）
- 萊斯特·普羅斯佩在Flashscore（英语）
- . Interperformances.com.